# Rozellomycota
Sous-règne
Division
Sous-division
Les Rozellomycota sont une division de champignons, considérés comme formant la lignée la plus basale du règne des Fungi. Ils sont les seuls représentants connus du sous-règne des Rozellomyceta et ne comprennent qu'une seule sous-division, les Rozellomycotina.
Ce groupe unit le genre Rozella, les microsporidies et un certain nombre d'organismes encore très peu connus, également décrits sous le nom de Cryptomycota. La résolution exacte et la taxinomie interne de la division n'est pas encore fixée en 2018.

## Taxinomie
- Sous-division des Rozellomycotina
  - Classe des Microsporidea
  - Classe des Rozellomycetes
  - Classe des Rudimicrosporea
- Ordre incertae sedis des Chytridiopsidea
- Genres incertae sedis:
  - Mitosporidium
  - Morellospora
  - Nucleophaga
  - Paramicrosporidium